# 팔로알토 (래퍼)
팔로알토(Paloalto, 본명: 전상현, 1984년 1월 24일 ~ )는 대한민국의 래퍼이자 비트메이커이다. Paloalto라는 이름은 그에게 유년 시절의 좋은 추억을 남긴 미국 캘리포니아 샌프란시스코 근방의 도시 팰로앨토에서 왔다. Paloalto는 현재 데이토나엔터테인먼트 소속이며, 개화산, Elementree, Last Poets Avenue 등 세 개의 크루에 속해 활동하기도 하였다. 한편으로는 그의 친구 211과 함께 The Lonely Hearts Club, Camo Starr와 The Qurious라는 프로듀싱 팀을 조직하여 활동 중이다.

## 학력
- 서울구룡초등학교 (졸업)
- 대치중학교 (졸업)
- 중앙대학교사범대학부속고등학교 (졸업)
- 백석대학교 (기독교실용음악과 / 학사)

## 바이오그래피

### 데뷔부터 정글 엔터테인먼트까지
Paloalto는 2002년 경 Memories (솔로 버전)라는 곡으로 클럽 공연을 하면서 음악 활동을 시작했으며, 2003년 초에는 엘큐와 함께 Mojoradio라고 불렸던 인터넷 방송을 진행했다. 그가 본격적으로 이름을 알리게 된 계기는 2003년 나온 People & Places vol.1이라는 컴필레이션 앨범이며, 이를 계기로 그는 그 해에 레이블 신의의지의 창립 멤버로 소속되었다. 그리고 이듬해인 2004년 2월에 신의의지 소속 세 아티스트 중 처음으로 앨범 발자국을 발표하였고, 그 다음 동일한 음반의 바이닐이 나오기를 기다리는 기간 동안 많은 콜라보 작품을 제작하였다. LP Resounding은 그의 데뷔 때부터 함께 해왔으나, 빛을 볼 기회가 그다지 빈번하지 않았던 개화산 크루를 소개하는 기회가 되기도 했다.
2005년 12월에는 레이블 신의의지와 이별한 후 레이블 한량사에 소속되었고, 한량사 소속 DJ 팀인 Bust This와 함께 Buffalo라는 팀을 결성하여 앨범을 내려했으나, 부득이 팀을 해체하고 얼마 지나지 않아 한량사에서 나왔다. 2006년에 그는 The Quiett와 P&Q Radio라는 인터넷 방송을 진행했으며, 그해 7월 Soul Company를 통해 The Quiett와 P&Q라는 듀오를 조직하여 앨범을 냈다. 이 와중에 그는 다이나믹 듀오의 2집 수록곡 〈파도〉에 피쳐링하였는데, 이를 통해 Movement 크루와 친분을 갖게 되었고, 다이나믹 듀오의 전국 투어에도 P&Q로써 함께 활동하였다. 이러한 인연은 Tiger JK와의 친분으로 이어졌다. 서정권씨는 그에게 Jungle Ent.로의 영입을 권유하였고, 정식 계약은 그가 정식으로 군대를 제대하였던 2008년 8월 이후에 이루어졌다. 계약을 맺은 그는 이후로 한동안 솔로 활동보다 드렁큰 타이거 8집 활동의 보조 MC로써 활동하였다.

### 하이라이트 레코즈부터 현재
오랫동안 솔로 활동이 거의 없었던 Paloalto가 자신의 작업물을 낸 때는 2009년 11월이었고, 이는 바로 솔로곡 "Time"이다. 이 곡은 온라인으로 발표되었다. 이후 2010년 3월, 로컬 문화의 활성화와 언더그라운드의 발전을 위해 정글과 협력관계로서 산하 레이블이자 독립적인 레이블인 하이라이트 레코즈 (Hi-Lite Records)를 설립하였으며, 이와 함께 Lonely Hearts LP라고 명명된 새로운 앨범을 작업하고 있다고 밝혔다. 이 앨범은 2010년 4월에 발표되었다.
6월 그는 Aeizoku와의 프로젝트 앨범을 작업 중임을 알려왔다. 이 프로젝트 앨범은 Aeizoku가 할 일이 많아서 제대로 진행되고 있지는 않으나, 2011년 상반기에 나올 예정이며, B-Free가 합류할 수도 있다고 밝혔다. 10월에는 두 번째 정규 앨범을 작업 중이며, 앨범 제목은 Daily Routine이 될 것이라 알려왔다. 이 앨범은 11월 초에 발매되었으며, 리드머 선정 2010년의 TOP 10 한국 힙합 앨범에 선정되는 등 비평적으로 좋은 성적을 거두었다. 또 이 앨범 활동에서 엠넷 M-Rookies에 선정되어 TV에 출연하기도 하였다.
한편, 그는 한국 콘서바토리에서 운영하는 음악 교육원 FnC 아카데미에서 랩/보컬 교수진에 합류하여 학생들을 가르치게 되었다. 그 후 발표된 작업물은 Loquence의 Confession of Faith에 피쳐링과, Deegie의 새 앨범 싱글 Grown Up에 참여한 것 등이 있었다.

### 2011년 이후
2011년 1월에는 Paloalto의 과거 작업물인 I Feel Love가 새로운 자켓 디자인과 믹싱으로 디지털 싱글로써 발표 되었으며, 그 해 6월에는 새로운 EP Fever for Calmness가 발표되었다. 이 앨범의 타이틀곡 Stay Strong은 Tiger JK가 피쳐링을 해서 화제가 되었으며, 앨범에는 Day N Night, Would You Be My 등 앞서 온라인 공개곡으로 발표되었던 곡들이 실렸다. 그의 솔로 활동은 눈에 띄지는 않았으나 Hi-Lite Records의 대표로써의 활동은 매우 분주하여, 공연은 물론 소속 아티스트들 앨범 프로듀싱과 활동 서포트에도 많은 시간을 보냈다. 2011년 말에는 그의 솔로 믹스테입 《전야제》가 나와 팬들의 갈증을 달래주었다.
2012년 Hi-Lite Records 2주년을 맞아 각종 기념행사를 성황리에 치렀으며, 6월엔 소속 아티스트 Evo와 함께 프로젝트 정규 앨범을 낼 예정임을 밝혔다. 이와 함께 앞서 얘기되었던 B-Free와의 프로젝트 앨범은 무산되었지만, 같은 레이블에서 자주 보고 함께 작업도 많이 하는 편이니 좋은 계기가 돼서 뭔가를 만들 수도 있겠다며 여운을 남겼다. 6월에는 Evo와의 선싱글이 공개되었다.
2013년 들어서 Paloalto는 Hi-Lite Records의 수장으로써 다수의 공연을 기획하는 한편, 음악 활동도 역시 게을리하지 않아 여러 앨범에 피쳐링으로 모습을 드러냈으며, 6월에 들어서는 Hi-Lite Records의 컴필레이션 제작을 지휘하여 좋은 평을 이끌어냈다. 아울러 11월 25일에는 2년만에 솔로음반 Chief Life를 발매하였다.
대표곡 : Memories, It Ain't No Eazy, It Ain't No Eazy pt.2, I Feel Love, Family, Time, Positive Vibes, Dreamer, Stay Strong, Celebration, 〈또 봐 (Au revoir)〉, Renaissance

## 디스코그래피

### 솔로 앨범
- 2004년 2월 2일 EP 《발자국》
- 2005년 6월 30일 LP Resounding
- 2005년 11월 7일 디지털 싱글 Family Remix (무료 배포)
- 2009년 11월 20일 디지털 싱글 Time (무료 배포)
- 2010년 4월 20일 EP Lonely Hearts
- 2010년 11월 9일 LP Daily Routine
- 2011년 1월 18일 디지털 싱글 Would You Be My (무료 배포)
- 2011년 1월 28일 디지털 싱글 I Feel Love
- 2011년 3월 4일 디지털 싱글 Stand Up (명희와 합작)
- 2011년 4월 15일 디지털 싱글 B A B Y (Soul One과 합작)
- 2011년 4월 25일 디지털 싱글 Day n Night (EachONE과 합작)
- 2011년 6월 8일 디지털 EP Fever for Calmness
- 2011년 10월 15일 디지털 싱글 〈참견말어〉
- 2011년 12월 6일 디지털 싱글 〈이러지마〉 (Soul One과 합작)
- 2011년 12월 26일 디지털 싱글 〈RH- 12th '이 밤이 지나고 나면'〉
- 2011년 12월 29일 믹스테입 〈전야제〉
- 2013년 11월 25일 LP Chief Life
- 2014년 9월 23일 EP <Cheers>
- 2016년 3월 18일 디지털 싱글 <Fancy>
- 2016년 10월 27일 디지털 EP <Victories>
- 2017년 7월 14일 디지털 싱글 <Escape>
- 2018년 7월 27일 EP <Summer Grooves>
- 2019년 9월 29일 정규앨범<Love, Money & Dreams: The Album>
- 2019년 12월 25일 디지털 싱글 <센치해 (feat. Swervy)>

### 합작 앨범
- 2006년 7월 24일 P&Q - 정규 앨범 Supremacy
- 2011년 12월 6일 Paloalto & Soul One - 디지털 싱글 《이러지마》
- 2012년 6월 21일 Paloalto & Evo - 디지털 싱글 Seoul
- 2012년 7월 5일 Paloalto & Evo - 디지털 싱글 Do It Like Us
- 2012년 7월 26일 Paloalto & Evo - 정규 앨범 Behind the Scenes
- 2013년 2월 22일 Lonely Hearts Club - 디지털 싱글 Sunshine Seoul
- 2013년 5월 30일 Paloalto & B-Free & Okasian - 디지털 싱글 《살아남아 (Survive)》
- 2013년 8월 14일 Paloalto & Huckleberry P - 디지털 싱글 The One & Only
- 2017년 9월 26일 - Paloalto & Justhis - 디지털 싱글 Cooler Than The Cool
- 2017년 10월 14일 Paloalto & Huckleberry P & G2 - 디지털 싱글 Rapflicks
- 2017년 11월 28일 - Paloalto & Justhis - 디지털 싱글 Brown Eyes View
- 2018년 3월 7일 - Paloalto & Justhis - 정규 앨범 4 The Youth
- 2019년 - Hi-Lite Records - EP 한라산

## 출연 작품

### 방송
- 2011년 Mnet 《엠루트》 (With 가리온, 슈프림팀, 비프리)
- 2015년 Mnet 《쇼미더머니 4》 - 심사위원 겸 프로듀서
- 2016년 ~ 2017년 JTBC 《힙합의 민족 2》
- 2018년 XtvN 《오늘도 힙합》[10]
- 2018년 Mnet 《쇼미더머니 777》 - 심사위원 겸 프로듀서
- 2019년 Mnet 《쇼미더머니 8》 - 방청객 및 특별 심사위원
- 2020년 Mnet 《GANG生 (갱생)》 - MC
- 2020년 Mnet 《쇼미더머니 9》 - 심사위원 겸 프로듀서
- 2021년 Mnet 《고등래퍼 4》 - 특별 심사위원
- 2021년 Mnet 《쇼미더머니 10》- sokodomo BE! 피쳐링

### 영화
| 연도 | 제목     | 역할 | 비고 |
| ---- | -------- | ---- | ---- |
| 2018 | 리스펙트 | 본인 |      |

## 경력
- 2014년
  - 제11회 한국대중음악상 최우수 랩힙합 음반상 - <Chief Life>

## 타 예명
- 찰리 브라운(Charlie Brown)이라는 이름은 믹싱/마스터링 등의 후반 작업할 때 쓰인다.
- 맨하탄 박(Manhattan Park)이라는 이름은 메인스트림 사운드를 프로듀싱할 때 쓰인다. 라마 1집의 "Time Will Tell" 등의 비트 프로듀서명으로 기재된 적 있다.
- 존 하퍼(John Harper)라는 이름은 과거에 잠깐 사용했으며 현재는 쓰지 않고 있다.